# La Bastida de Besplàs
La Bastida de Besplàs (occità La Bastide-de-Besplas) és un municipi francès situat al departament de l'Arieja i a la regió d'Occitània.